# 利克斯纳站
利克斯纳站是里加-陶格夫匹尔斯铁路线上的一座火车站。附近最大的居民点是拉特加爾地区上道加瓦市镇内的利克斯纳村。